# Женін Євген
Женін Євгеній  (нар. 9 лютого 1949 р. в м. Одеса) -  кінознавець, кінокритик, журналіст, актор, член Правління Національної спілки кінематографістів України , член Національної спілки театральних діячів України та Національної спілки журналістів України , почесний працівник культури України.

## Життєпис
Євгеній Женін   народився 9 лютого 1949 року в м. Одеса.
Із юнацьких років захопився кіномистецтвом, проявив хист до журналістики, у 14 років (1963 р.) дебютував як автор та ведучий телепрограм. 
Випускник факультету журналістики Московського державного університету ім. М. В. Ломоносова (1974 р.). За роки навчання отримав досвід роботи на Центральному телебаченні СРСР: писав сценарії для документальних фільмів,  працював спеціальним кореспондентом та оглядачем у газетах та журналах, редактором радіо та телебачення, публікувався у виданнях багатьох країн Європи. 
Після навчання повернувся до рідної Одеси, де працював на Одеській кіностудії у складі  знімальних груп, подалі – начальником акторського відділу кіностудії. 
З 1978 року – член активу Одеського відділення спілки кінематографістів України, член Національної спілки кінематографістів (2000 р.).
У 1980 – 2005 роках успішно веде концертні програми та творчі вечори народних артистів України А. Бойка, А. Дуди, С.Крупника, Л. Сатосової,  О. Оганезової, М. Завгороднього, В. Фролова, Т. Буркацької, Л. Стадниченко, народних артистів РФ М. Свєтіна, Р. Карцева, В. Павлова,  А. Укупника, Д. Харатьяна та ін., в т.ч. на середземноморських круїзних лайнерах. 
У 1988 році атестований кінознавцем вищої категорії (наказ Всесоюзного бюро пропаганди кіномистецтва Спілки кінематографістів СРСР). 
У 1991 році атестований кіноактором вищої категорії (наказ Міністерства культури УРСР). 
З 2006 року обраний членом Ради Європейської асоціації одеситів (м. Берлін, Німеччина). 

## Громадська, кінематографічна та культурна діяльність
Зі здобуттям Україною незалежності Євгеній Женін веде активну громадську культурологічну діяльність, популяризуючи класичне та сучасне національне  мистецтво в країні та на міжнародній арені. 
З 1992 до 2006 років очолює експертну групу мистецтвознавців Комісії Державного реєстру кіносуб’єктів України по Південному регіону.
З 2007 до 2011 р. є постійним членом Художньої Ради при Управлінні культури Одеської обласної державної адміністрації. 
З 2010 р. - член Правління Одеського відділення Національної спілки кінематографістів України.  
З 2016 р. - член Правління Національної спілки кінематографістів України (обраний на З'їздах НСКУ 2016 та 2023 р.р.). 
За 50 з лишком років багатогранної діяльності у професійному кіно став одним із провідних фахівців кіновиробництва та кінознавства в Україні .   

### Сценарист, редактор та креативний продюсер
- комедія «Сім-сорок»[5] (реж. О. Єремеєв, 1992 р.);
- комедія-детектив «Як покинути СРСР, або - Одного разу в Одесі» (реж. Ю. Лонков, 1992 р.) ,
- психологічна драма «Сезон оголеного серця» [6] (реж. О. Бурко, 1992 р.),
- комедія «Тарганячі перегони»[7] (реж. Р. Гай, 1993 р.),
- комедія «Формула екстазу» [8] (реж. І. Козлов-Петровський,1993 р. ),
- комедія «Мсьє Робіна»[9] (реж. О. Бурко, 1994 р.),
- трилер «П’ятий кут» [10] (реж. І. Козлов-Петровський, 1994 р.),
- «Місту та світу»,
- екранізація твору І. Бабеля «Іісусів гріх» (реж. Ектор Сьєрра Рамірес, Колумбія),
- цикл фільмів  "Авторське кіно Л. Сидорського" («Пушкін в Одесі», "Вікна", "Nostalgia", «Пори року», «Граф Воронцов» та ін.)
- художньо-документальний фільм «Одеса пам’яті моєї» (реж. А. Осіпов),
- художньо-документальний фільм «Дядя Боря» про Героя України та Почесного громадянина Одеси Б. Д. Літвака (реж Л.Сидорський),
- мультимедійний (багатосерійний телевізійний та книжковий) проект "Пантеон Одеси" (реж. І. Козлов-Петровський),
- пригодницький фільм «Таємниця Повітряного міста»[11] (реж. І. Козлов-Петровський, 2014 р.),
- художній фільм «Тарантела пізньої осені» [12] (реж. І. Козлов-Петровський, 2015 р.),
- художні фільми «Чарівне дзеркало», «Діди» (,реж. І. Козлов-Петровський )
- художній фільм «Посмішка левиці» (реж. І. Козлов-Петровський, 2021 р.)  [13] та ін.

### Актор-виконавець ролей у кіно
- 1989 р. – «Астенічний синдром» [14] (реж. К. Муратова. Роль - божевільний філософ));
- 1991 р. – «Дорога в Парадіз» [15] (реж. Ю. Белянський. Роль - співробітник КДБ);
- 1992 р. – «Павутиння» (реж. О. Амелін. Роль - режисер еротичного кіно);
- 1992 р. – «Сезон оголеного серця» [16] (реж. О. Бурко. Роль - професор живопису);
- 1992 р. – «Ченч» [17] (реж. Р. Гай. Роль - король наркомафії "Китаєць");
- 1993 р. – «Тарганячі перегони» [18] (реж. Р. Гай. Роль - інвалід у круїзї);
- 2000 р. - "Фунікульор" (док. фільм. Реж. Р. Добичіна.)
- 2012 р. – «Чай з бергамотом» [19] (реж. С. Деньга. Роль - професор-психотерапевт Євгеній Зігмундович).
- 2019 р. - "Арія" (реж. О. Єсін. Роль - легендарна зірка театру Еміль Всеволодович)
- 2020 р. - "Наталя Гундарєва. Чуже тіло" (док. фільм)
- 2021 р. - "Олег Даль. Розкриваючи таємниці зірок" (док.фільм)
- 2021 р. - "Леонід Биков. Втеча з пекла" (док. фильм. Реж. П. Лушев)
- 2022 р. - "Україна у вогні - 2" (док.серіал. Реж. В. Бігун)

Учасник, керівник інформаційно-кінознавчої служби, член та голова журі кінокритиків, члені Великого журі на міжнародних та вітчизняних кінофестивалях «Золотий Дюк», «Веснянка», «Молодість», «Корона Карпат», «Doc.fest», «Короткі зустрічі» (ім. Кіри Муратової), «Дебют», «Балтія», «Балаган», «Несоромне кіно», «Волга-інтер» та ін. (Україна, США, Естонія, Ізраїль, Німеччина, Франція, РФ). 
У 1977-2025 рр. плідно досліджує історію розвитку кінематографу, має  численні публікації у пресі, створює авторські теле- і радіопрограми, виступає художнім керівником фестивалю «Дні Одеси в Нью-Йорку» (США) та Арт-фестивалю ім.Рішелье (Німеччина-Україна), є автором та режисером-постановником кіноконцертних проектів «Наше невідоме кіно», «Сенсації та будні нашого кіно», які успішно пройшли у Нью-Йорку, США (театр «Мілленіум» - 2006 р., «Девідзон-Холл» - 2007 р.)., автором і ведучим тематичного проекту "Кіра Муратова: життя та фільми" (ОВ НСКУ - 2024 р.)
40-серійний авторський телевізійний цикл Євгенія Женіна «Одеський екран. Легендарна історія нашого кіно»  неодноразово демонструвався на телеекранах багатьох країн Європи , Азії, Північної та Центральної Америки, його відзначено Гран-Прі Міжнародної асоціації діячів культури і мистецтва GLORIA (Німеччина, 2013 р.) та Муніципальною премією Одеської міськради «Культурна столиця» (2019 р.)
Також Гран-Прі GLORIA він одержав як художній керівник мультимедійного (14 телевізійних серій та 2 книги) проекту «Пантеон Одеси» (2020-2024 р.р.).
Брав безпосередню участь у підготовці та проведенні Першого фестивалю українського кіно у Голівуді (Лос-Анджелес, США, 2015 р.) , за що відзначений Подякою Генерального консульства України у Каліфорнії.
Є співавтором сценічної версії вистави «Потап Урлов» (Одеський ТЮГ), лібретто вистави «Салют Перемозі» (Одеський академічний театр музичної комедії ім. М. Водяного), автором пародійно-політичного памфлету «Нарада у бункері» (Одеський академічний театр ляльок), а також текстів пісень у мюзиклі «Найкращий Карлсон» (Одеський ТЮГ), фільмах «Ченч», «Тарганячі перегони» та ін. Ним створено програми та номери концертного репертуару для народних артистів України - лауреатів Національної премії України ім. Т. Шевченка:  Л. Кадочникової, А. Гончара, народних артистів України М. Бакальчука, В. Фролова, С. Крупника, Л. Сатосової, народної артистки РФ Н. Гундаревої та ін. 

### Відзнаки та нагороди
- Почесна відзнака ЦК профспілки працівників культури СРСР (1984 р.)
- Диплом «Одесит року» (Одеське земляцтво в Нью-Йорку, США, 2006 р.)
- Диплом відзнаки Національної спілки кінематографістів України (2009 р.)
- Звання «Почесний працівник культури України (2012 р.)
- Золота почесна відзнака Голови Одеської облдержадміністрації  (2014 р.);
- Міжнародна премія ім. де Рібаса (Німеччина, 2014 р.);
- Золота медаль «За досягнення» Академії сучасного мистецтва України  (2016 р.)
- Лауреат (1 місце) Всеукраїнського конкурсу «Українська мова – мова єднання» (2016 р.)
- Диплом «Академік Міжнародної академії літератури, мистецтв та комунікацій» (Німеччина, 2017 р.)
- Медаль ім. Ф. Петрарки (Італія-Німеччина, 2017 р.)
- Почесна відзнака «Легенда Одеської кіностудії» (2019 р.);
- Почесне звання «Заслужений діяч мистецтв» Міжнародної академії літератури, мистецтв та комунікацій (Німеччина, 2021 р.)
- Міжнародна премія ім. Еміля Золя (Франція, 2021 р.)
- Міжнародна премія ім. Генріха Бьолля» (Німеччина, 2022 р.)
- Почесна відзнака «ЗА ЗАСЛУГИ» -  «За особистий внесок у розвиток кіномистецтва» (2023 р.)